# Tom Clancy

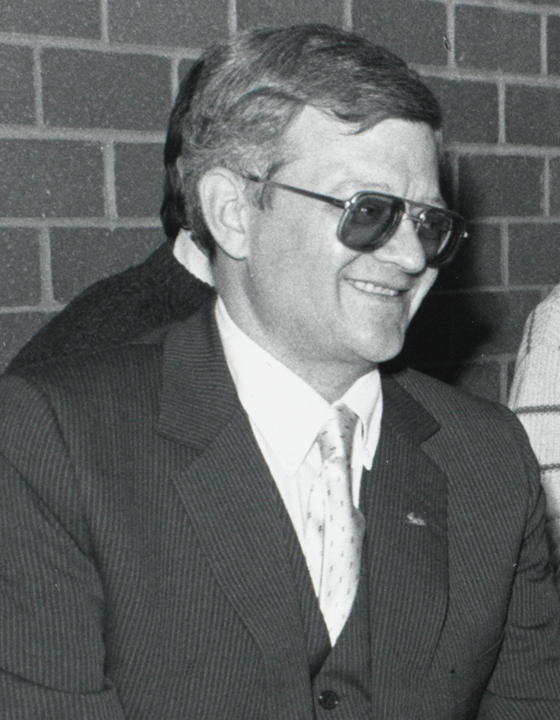
Tom Clancy (1989)

Thomas „Tom“ Leo Clancy Jr. (* 12. April 1947 in Baltimore, Maryland; † 1. Oktober 2013 ebenda) war ein US-amerikanischer Schriftsteller, der unter dem Namen Tom Clancy schrieb und besonders für seine Politthriller wie z. B. Jagd auf Roter Oktober bekannt ist. Von seinen Büchern wurden über 100 Millionen Exemplare gedruckt.
Clancy war zudem Miteigentümer der Baltimore Orioles, einem Team der Major League Baseball.

## Leben und Schaffen

### Biographie
Thomas Leo Clancy Jr. besuchte die Loyola Blakefield Highschool in Towson und schloss diese 1965 ab. Danach absolvierte er am Loyola College ein Studium der Englischsprachigen Literatur (B.A. 1969). Anschließend bewarb sich Clancy für das Reserve Officer Training Corps, wurde wegen einer Sehschwäche jedoch für dienstuntauglich erklärt. Bevor er seinen ersten Roman veröffentlichte, leitete er einige Zeit lang eine unabhängige Versicherungsagentur, die dann von einer Gruppe von Investoren aufgekauft wurde. 1993 schloss er sich einer Investorengruppe an, die die Baseball-Mannschaft Baltimore Orioles kaufte. 1998 wollte er außerdem die Minnesota Vikings kaufen, was jedoch an der Kaufsumme scheiterte.

#### Familie
Clancy heiratete 1969 seine erste Frau Wanda. Die Ehe wurde 1999 geschieden. Am 26. Juni 1999 heiratete er die Journalistin Alexandra Marie Llewellyn, die er 1997 kennengelernt hatte. Sie ist die Tochter von J. Bruce Llewellyn, einem reichen amerikanischen Geschäftsmann, der Clancy mit dem ehemaligen US-Außenminister Colin Powell bekannt machte.
Clancy starb am 1. Oktober 2013 im Alter von 66 Jahren im Johns Hopkins Hospital in seiner Heimatstadt Baltimore.

### Werk
Clancys Politthriller spielen zumeist vor dem Hintergrund der Arbeit von Geheimdiensten und des Militärs, wobei stets ein pro-amerikanischer Standpunkt vertreten wird. Dies manifestierte sich insbesondere in den Sujets, welche im Kontext des Kalten Krieges den Ost-West-Gegensatz und US-amerikanische sowie sowjetische Denkschemata thematisierten. In den Büchern, die nach 1990 spielen, betonte er den Unterschied zwischen einem demokratischen Russland und der kommunistischen Sowjetunion.
Obgleich der literarische Stil seiner Bücher unter vielen professionellen Autoren und Kritikern umstritten war, sind die meisten seiner Bücher bis heute Verkaufsschlager. Die Anhänger seiner Arbeiten mögen die von ihnen als gut durchdacht empfundenen Handlungen und die teils extreme Beachtung der technischen Details. Aufgrund dieses Detailreichtums werden Clancys Bücher oft auch dem Genre des Techno-Thrillers zugerechnet. Der Detailreichtum war zwar auch späteren zahlreichen Kontakten zum Militär zu verdanken, wo seine Bücher hohen Anklang fanden, Clancys eigenen Aussagen zufolge waren seine zum Teil realen Ereignissen vorgreifenden Plots jedoch nicht der Einsicht in geheimes Material zu verdanken, sondern seinen Recherchefähigkeiten, und, wie Robert W. Merry bei einem Besuch im Weißen Haus feststellen konnte, einem sehr tiefgehenden Interesse an und langerworbenem Wissen über Militärtechnik.
Das Spätwerk Clancys zeigt sich stärker politisiert, insbesondere bezogen auf seine konservativen, pro-militärischen Ansichten sowie seine Rechtsvorstellungen und deren Durchsetzung. Vor allem bei seinem Buch Im Auge des Tigers bemängelten Kritiker und auch europäische Fans eine antieuropäische Grundstimmung, die sie mit der Ablehnung des Irak-Konflikts in Europa in Zusammenhang bringen. In Befehl von oben (engl. Titel: Executive Orders) wird seine wichtigste Romanfigur Jack Ryan Präsident der Vereinigten Staaten.
Im Jahr 1997 unterschrieb Clancy einen Vertrag mit Pearson Custom Publishing und Penguin Putnam Inc., beide Teil von Pearson Education, der ihm 50 Millionen US-Dollar einbrachte und den Vertragspartnern die weltweite Vermarktung seiner nächsten zwei Bücher auf Englisch sicherte. Danach unterschrieb er einen zweiten Vertrag über 25 Millionen US-Dollar für eine vierjährige Buch- und Multimediavereinbarung. Unmittelbar darauf folgte Vertrag Nummer 3 über 22 Millionen US-Dollar mit der ABC über die Herausgabe von 24 Taschenbüchern in Verbindung mit der ABC-Fernseh-Miniserie Tom Clancy’s Net Force.
Nach den Anschlägen vom 11. September soll Clancy angeblich von der amerikanischen Regierung als Berater hinzugezogen worden sein – in Ehrenschuld hatte er ein Szenario entworfen, das der späteren Realität sehr nahekam. Feststellbar ist, dass Clancy des Öfteren ins Weiße Haus eingeladen wurde, weil unter anderem Ronald Reagan seine Bücher sehr schätzte.
Das Erscheinen seines bereits für 2005 angekündigten neuen Romans der Jack-Ryan-Serie wurde mehrfach verschoben, zuletzt auf Juli 2007. Da Tom Clancy sich im Oktober 2006 einer Bypass-Operation unterziehen musste, war lange Zeit fraglich, ob überhaupt noch ein weiteres Buch dieser Reihe von ihm selbst erscheinen würde. Im Dezember 2010 wurde erst der nächste Roman aus dem sogenannten Jack-Ryan-Universum veröffentlicht. Dead or Alive handelt, wie auch schon Im Auge des Tigers, von Jack Ryan Jr., dem Sohn von Jack Ryan. Ab diesem Zeitpunkt herausgebrachte Titel wurden unter Mithilfe von wechselnden Coautoren veröffentlicht. Mit Mit aller Gewalt setzte Mark Greaney als einer dieser Coautoren das Jack-Ryan-Universum als eigenständiger Autor Ende 2014 fort. Im Juni 2015 erschien das von Grant Blackwood geschriebene Buch mit dem Titel Under Fire. Weitere folgten.
Fünf seiner Bücher wurden finanziell erfolgreich verfilmt, auch wenn die Inhalte teilweise erheblich von den Romanvorlagen abwichen:
- Jagd auf Roter Oktober (englischer Originaltitel: The Hunt For Red October), 1990, Hauptrolle Alec Baldwin[26]
- Die Stunde der Patrioten (engl. Originaltitel: Patriot Games), 1992, Hauptrolle Harrison Ford[27]
- Das Kartell (Verfilmung des Buches Der Schattenkrieg; engl. Originaltitel: Clear and Present Danger), 1994, Hauptrolle Harrison Ford[28]
- Der Anschlag (Verfilmung des Buches Echo aller Furcht; engl. Originaltitel: The Sum of All Fears), 2002, Hauptrolle Ben Affleck[29]
- Tom Clancy’s Gnadenlos (Tom Clancy’s Without Remorse), 2021, Hauptrolle Michael B. Jordan.

2014 erschien der Kinofilm Jack Ryan: Shadow Recruit, der auf Clancys Hauptfigur basiert, Hauptrolle Chris Pine. Seit 2018 ist eine Fernsehserie mit dem Titel Tom Clancy’s Jack Ryan als Streaming Angebot bei Amazon abrufbar. Hauptdarsteller ist John Krasinski.
Neben seinen fiktionalen Werken schrieb Clancy auch einige Sachbücher über die amerikanischen Streitkräfte.
Außerdem werden auch Bücher unter seinem Namen verkauft, die nur zu geringem Anteil oder gar nicht seiner Feder entspringen, aber einen ähnlichen Stil pflegen. Hierzu gehören die Serien:
- Tom Clancy’s Op-Center
- Tom Clancy’s Power Plays
- Tom Clancy’s Net Force
- Tom Clancy’s Net Force Explorers
- Tom Clancy’s Splinter Cell

Die Bücher der Splinter-Cell-Reihe basieren auf den gleichnamigen Computer- und Konsolenspielen (siehe unten).

## Namensrechte
Nachdem das französische Videospielunternehmen Ubisoft zuerst die Spielefirma von Clancy, Red Storm Entertainment, übernommen hatte, erwarb das Unternehmen 2008 auch die Namensrechte an Tom Clancy. Daher ist Ubisoft unbefristet berechtigt, Spiele, Filme und andere Produkte unter der Marke Tom Clancy zu verkaufen. Branchenkenner schätzen, dass Ubisoft dafür rund 20 Millionen Euro bezahlte.

## Werke

### Romane
Bis auf die Romane Im Sturm, SSN und Gegen alle Feinde behandeln alle Romane Jack Ryan (Sr./Jr.) und/oder John Clark. Diese Romane liegen innerhalb der inhaltlichen Chronologie des Jack-Ryan-Universums.

#### In der Reihenfolge ihrer Veröffentlichung
- 1984: Jagd auf Roter Oktober
englischer Originaltitel: The Hunt For Red October
Jack Ryan hilft dem in der sowjetischen Marine hoch angesehenen U-Boot-Kapitän, Marko Ramius, der mit einem neuen, als Erstschlagswaffe konzipierten Unterseeboot in die USA überlaufen will.
Verfilmung im Jahr 1990 mit Alec Baldwin als Ryan, Sean Connery als Ramius und Sam Neill als 1. Offizier Wassili Borodin.
- 1986: Im Sturm
englischer Originaltitel: Red Storm Rising
In diesem Buch geht es um einen Krieg zwischen der NATO und der Sowjetunion bzw. den Staaten des Warschauer Pakts; weder Ryan noch Clark spielen eine Rolle. Während des Krieges rücken sowjetische Einheiten auf Hamburg und auf Bodenwerder zu. Gleichzeitig haben sowjetische Fallschirmjäger Island besetzt. Nachschubkonvois aus den USA sind für den Ausgang des Land- und Luftkrieges in Europa entscheidend und daher schwer umkämpft. Die militärische Handlung konzentriert sich auf Mittel- und Nordeuropa sowie den Atlantik.
- 1987: Die Stunde der Patrioten
englischer Originaltitel: Patriot Games
Ryan rettet bei einem Terroristenangriff das Leben des Fürsten von Wales, woraufhin diese ihn verfolgen und in seinem Haus angreifen.
Verfilmung im Jahr 1992 mit Harrison Ford als Ryan, Sean Bean als Sean Miller und James Earl Jones als Admiral Greer, statt des britischen Thronfolgers wird ein fiktiver Lord angegriffen.
- 1988: Der Kardinal im Kreml
englischer Originaltitel: The Cardinal of the Kremlin
Dieses Buch behandelt den Wettlauf der Supermächte USA und UdSSR im Bereich der Lasertechnik. Außerdem werden ein hochkarätiger Spion aus der Sowjetunion gerettet sowie der KGB-Chef zum Überlaufen gezwungen, und Ryan trifft zum ersten Mal auf seinen russischen Gegenpart Golowko.
- 1989: Der Schattenkrieg
englischer Originaltitel: Clear and Present Danger
In Kolumbien findet ein Drogenkrieg statt. Infolgedessen kommt es zum ersten Treffen von Ryan und Clark. Zudem wird Domingo Chavez als Soldat eingeführt, sein erstes Treffen mit Clark findet statt.
Verfilmung im Jahr 1994 mit Harrison Ford als Ryan und Willem Dafoe als Clark.
- 1991: Das Echo aller Furcht
englischer Originaltitel: The Sum of All Fears
Während des Jom-Kippur-Krieges (Oktober 1973) stürzte ein israelisches Kampfflugzeug mit einer Atombombe über den Golanhöhen ab. Terroristen finden diese Bombe Jahrzehnte später wieder und verwenden sie, um einen Krieg zwischen den Vereinigten Staaten und der Sowjetunion anzufachen. Dieser kann von Ryan im letzten Moment abgewendet wird.
Verfilmung im Jahr 2002 mit Ben Affleck in der Rolle von Ryan. In dieser Verfilmung sind die Abweichungen von der Romanvorlage am größten.
- 1993: Gnadenlos
englischer Originaltitel: Without Remorse
Aus chronologischer Sicht das erste Buch über John Clark. Es setzt während des Vietnamkriegs ein und erklärt, wie Clark ein Agent der CIA wurde. Ryans Vater, ein Polizist in Baltimore, spielt in dem Buch eine Rolle.
- 1994: Ehrenschuld
englischer Originaltitel: Debt of Honor
Japanische Großindustrielle verschwören sich gegen die USA, greifen die US-Börsen an und nehmen Pazifik-Inseln ein. Clark und Chavez helfen Ryan, der Nationaler Sicherheitsberater ist, einen größeren Krieg mit Japan abzuwenden. Am Ende des Buches stürzt sich der Pilot einer japanischen Airline mit einer Boeing 747 in das Kapitol, während dort gerade der Kongress zusammentritt, um Ryan als neuen Vizepräsidenten zu vereidigen.
- 1996: Befehl von oben
englischer Originaltitel: Executive Orders
Fortsetzung von Ehrenschuld. Ryan, der nach dem Flugzeugangriff zum Präsidenten vereidigt wurde, festigt seine zunächst sehr schwere Situation in der Politik mit Hilfe seines Stabschefs Arnie van Damm. Als Islamisten einen Ebola-Anschlag auf die Vereinigten Staaten durchführen, um ihren Angriff auf Kuwait und Saudi-Arabien zu unterstützen, greifen die US-Militärs unter der Führung von Marion Diggs ein. Zum Schluss wird der Anführer der Islamisten durch zwei Smart-Bomben getötet.
- 1998: Operation Rainbow
englischer Originaltitel: Rainbow Six
Geschrieben und veröffentlicht in Verbindung mit dem gleichnamigen Videospiel. John Clark führt die Elite-Antiterroreinheit Rainbow der NATO und verhindert weltweit Massenmorde durch Fanatiker des jeweiligen Einsatzlandes. Die Anschläge wurden von Umweltaktivisten angestiftet und finanziert, um die Welt von den Menschen zu befreien. Der finale Showdown findet in Brasilien statt, nachdem der Versuch, die Menschheit mit einem Virus auszurotten, gescheitert ist. Ryan wird nur erwähnt.
- 2000: Im Zeichen des Drachen
englischer Originaltitel: The Bear and The Dragon
Präsident Ryan erkennt Taiwan als unabhängig an und Russland wird zur Abschreckung der Gegner in die NATO aufgenommen. Die Volksrepublik China greift Russland an, um an Erdöl und Gold zu gelangen. Im darauf folgenden Krieg unterstützen die US-Streitkräfte die russischen Truppen bei der Verteidigung ihres Landes, auch Marion Diggs ist wieder im Einsatz.
- 2002: Red Rabbit
englischer Titel identisch
Als Ryan noch ein CIA-Analyst war, half er einem sowjetischen KGB-Offizier beim Überlaufen. Dieser kannte die Pläne des Politbüros der Kommunistischen Partei der Sowjetunion, den neuen polnischen Papst Johannes Paul II. durch einen bulgarischen Attentäter töten zu lassen (Das beschriebene Attentat fand 1981 wirklich statt).
- 2003: Im Auge des Tigers
englischer Originaltitel: The Teeth Of The Tiger
Das Buch zeigt den Aufstieg von Jack Ryan Junior als Nachrichtenspezialist in der privaten Geheimorganisation „Campus“, die der Ex-Senator Gerry Hendley auf Anregung von Ryan Senior gründete.
- 2010: Dead or Alive
englischer Titel identisch; mit Grant Blackwood[37]
Ryan jr., Mitarbeiter des privaten Geheimdienstes „Campus“, erhält den Auftrag, den Emir genannten weltweit agierenden Terroristen festzunehmen. Unterstützung erhält er dabei von Clark und Chavez, die nach ihrer Verabschiedung aus dem Rainbow-Dienst ebenfalls beim „Campus“ arbeiten.
- 2011: Gegen alle Feinde
englischer Originaltitel: Against all Enemies; mit Peter Telep[38]
Bei einem Attentat in Pakistan stirbt Max Moores CIA-Team. Als einziger Überlebender begibt sich der frühere Navy-SEAL tiefer in die pakistanischen Stammesgebiete, um die verantwortliche Terrorzelle zu finden. Was er dort herausfindet, führt ihn an die US-Grenze zu Mexiko.
- 2013: Ziel erfasst
englischer Originaltitel: Locked On; mit Mark Greaney[39]
Ryan Jr. trainiert für Feldeinsätze des „Campus“, während sein Vater erneut für die Wahl zum US-Präsidenten kandidiert. Ein inniger Feind von Ryan Sr. lanciert eine privat finanzierte Hetzkampagne, um ihn zu diskreditieren, während ein korrupter pakistanischer General einen tödlichen Pakt mit einem fanatischen Terroristen eingegangen ist, um an nukleare Sprengköpfe zu gelangen.
- 2013: Gefahrenzone
englischer Originaltitel: Threat Vector, Heyne, München, ISBN 978-3-453-26884-5; mit Mark Greaney[40]
Ryan Jr. findet während eines Einsatzes Hinweise auf ein hochgefährliches Computerspionageprogramm einer Organisation namens „Center“. Bald stellt sich diese als große Gefahr für die gesamte US-Infrastruktur heraus. Zeitgleich will China seine Macht über das Ostchinesische Meer inklusive Taiwan ausbauen.
- 2014: Command Authority: Kampf um die Krim
englischer Titel Command Authority, Heyne, München ISBN 978-3-453-26965-1; mit Mark Greaney[41]
Nach einem Grenzkonflikt zwischen Russland und Estland sieht sich Präsident Ryan Umstürzen im russischen Geheimdienst gegenüber, deren Wurzeln im Kalten Krieg liegen. Kurz darauf nehmen Spannungen um die Krim zu.

Weitere Bücher aus dem Jack-Ryan-Universum, an deren Entstehung Tom Clancy nicht mehr beteiligt war, sind weiter unten im Abschnitt Erweitertes Jack-Ryan-Universum aufgeführt und zudem in der inhaltlichen Chronologie enthalten.

#### Inhaltliche Chronologie
1. Gnadenlos (orig: Without Remorse)
2. Die Stunde der Patrioten (orig: Patriot Games) (als Spielfilm Die Stunde der Patrioten)
3. Red Rabbit (orig: Red Rabbit)
4. Jagd auf Roter Oktober (orig: The Hunt For Red October) (als Spielfilm Jagd auf Roter Oktober)
5. Der Kardinal im Kreml (orig: The Cardinal of the Kremlin)
6. Der Schattenkrieg (orig: Clear and Present Danger) (als Spielfilm Das Kartell)
7. Das Echo aller Furcht (orig: The Sum of All Fears) (als Spielfilm Der Anschlag)
8. Ehrenschuld (orig: Debt of Honor)
9. Befehl von oben (orig: Executive Orders)
10. Operation Rainbow (orig: Rainbow Six)
11. Im Zeichen des Drachen (orig: The Bear and The Dragon)
12. Im Auge des Tigers (orig: The Teeth Of The Tiger)
13. Dead or Alive
14. Ziel erfasst (orig: Locked On)
15. Gefahrenzone (orig: Threat Vector)
16. Kampf um die Krim (orig: Command Authority)
17. Der Campus (orig: Support and Defend) von Mark Greaney
18. Mit aller Gewalt (orig: Full Force and Effect) von Mark Greaney
19. Under Fire von Grant Blackwood
20. Die Macht des Präsidenten (orig: Commander in Chief) von Mark Greaney
21. Pflicht und Ehre (orig: Duty and Honor) von Grant Blackwood
22. Anschlag auf den Präsidenten (orig: True Faith and Allegiance) von Mark Greaney
23. Letzte Entscheidung von Mike Maden
24. Das Reich der Macht (orig: Power and Empire) von Mark Cameron
25. Im Visier des Feindes (orig: Line of Sight) von Mike Maden

#### Bücher außerhalb der Chronologie
- Im Sturm (orig: Red Storm Rising)
- SSN (erschien nicht auf Deutsch)
- Gegen alle Feinde (orig: Against all Enemies)

### Sachbücher
- 1993: Atom-U-Boot – Reise ins Innere eines Nuclear Warship
englischer Originaltitel: Submarine
- 1994: Armored Cavalry – Die verbundenen amerikanischen Panzereinheiten
englischer Originaltitel: Armored Cav
- 1995: Fighter Wing – Eine Reise in die Welt der modernen Kampfflugzeuge
englischer Originaltitel: Fighter Wing: A Guided Tour of an Air Force Combat Wing
- 1996: US Marines – Die legendäre Elitetruppe
englischer Originaltitel: Marine
- 1997: Into the Storm – A Study in Command
(englischer Originaltitel) mit Fred Franks – nicht in Deutschland erschienen
- 1997: Airborne – Die Fallschirmjäger – Eingreiftruppe der U.S.Army
englischer Originaltitel Airborne
- 1999: Supercarrier – Die Welt der amerikanischen Flugzeugträger
englischer Originaltitel: Carrier
- 1999: Every Man a Tiger
(englischer Originaltitel) mit Chuck Horner – nicht in Deutschland erschienen
- 2001: Special Forces – Die Spezialeinheiten der U.S.Army
englischer Originaltitel Special Forces mit John D. Gresham
- 2002: Shadow Warriors
(englischer Originaltitel) mit Carl Stiner und Tony Koltz – nicht in Deutschland erschienen
- 2004: Battle Ready
(englischer Originaltitel) mit Anthony Zinni – nicht in Deutschland erschienen

## Erweitertes Jack-Ryan-Universum
Im sog. „erweiterten Jack-Ryan-Universum“ setzten andere Autoren Tom Clancys Romanfiguren oder Szenarien fort.

### Serie Jack Ryan (jr.)
Fortsetzung der Jack-Ryan-Serie durch weitere Autoren, zuerst ehemalige Co-Autoren von Tom Clancys späteren Büchern.
- Mit aller Gewalt (Januar 2017),[23] engl. Originaltitel Full Force and Effect (2014) von Mark Greaney[24]
In Nordkorea wird ein gewaltiges Seltenerdmetallvorkommen gefunden. Das dortige Regime hat damit Mittel in der Reichweite, um ihr Langstreckenraketenprogramm einsatzbereit zu bekommen. Präsident Jack Ryan versucht, die Finanzierung des Bergbauprogramms zu unterbinden, und gerät damit direkt in Lebensgefahr. Jack Ryan jr. als Agent des Campus scheint durch Zufall auf die Spur der Verschwörung zu kommen.
- Under Fire (Oktober 2017)[42] engl. Originaltitel gleichlautend (2015) von Grant Blackwood[25]
Jack Ryan jr. ist auf einer Routineerkundungsmission in Teheran im Iran. Als er einen alten Freund aus Collegezeiten trifft, befindet er sich bald darauf in einer gefährlichen Situation, scheinbar spielen auch der britische und der amerikanische Geheimdienst eine Rolle. Die Spuren führen in die nördlichen Nachbarländer und das russische Dagestan scheint der Mittelpunkt zu sein.
- Die Macht des Präsidenten (Mai 2018)[43] engl. Originaltitel Commander in Chief (2015) von Mark Greaney[44]
Nach den Geschehnissen der letzten Bücher steht der russische Präsident unter großem internen Druck, weswegen er einen klaren Erfolg braucht. Schon bald findet sich das Baltikum in einer unruhigen Situation wieder, insbesondere das kleine Litauen ins Zentrum des Geschehens zu rücken. Präsident Ryan muss sich entscheiden, ist es eine Finte von Russland oder könnte tatsächlich ein neuer Krieg bevorstehen. Sein Sohn deckt während seiner Arbeit beim Campus zugleich ein russisches Auslandsnetz für Finanzen auf.
- Pflicht und Ehre (Januar 2019)[45] engl. Originaltitel Duty and Honor (2016) von Grant Blackwood[46]
Jack Ryan jr. pausiert von der Arbeit als Agent für den Campus. Plötzlich wird er überfallen; was zunächst nach einem versuchten Raubmord aussieht, scheint bei näherer Betrachtung eine gezielte Aktion gewesen zu sein. Jack Ryan Jr. beginnt auf eigene Faust ein Ermittlung. Die Spur führt schließlich zu einem belgischen Journalisten und zu einer geheimnisvollen deutschen Sicherheitsfirma und damit nach Europa.
- Anschlag auf den Präsidenten (Oktober 2019)[47] engl. Originaltitel True Faith and Allegiance (2016) von Mark Greaney[48]
Der Campus versucht sich personell wieder zu verstärken, gleichzeitig gibt es Anschläge in den USA und amerikanische Agenten fliegen im Ausland auf. Es zeichnet sich ein Datenleck bei den Sicherheitsbehörden der USA ab, es gilt dieses aufzuklären und zu schließen.
- Letzte Entscheidung (Juni 2021), engl. Originaltitel Point of Contact (2017)[49] von Mike Maden[50]
Nach einer Geiselbefreiung auf einer Bohrinsel bekommt Jack Ryan Jr. einen vermeintlichen einfachen Job für die Tarnfirma des Campus. Für eine Firmenfusion soll eine Hightech Firma aus Singapur überprüft werden. Aber Jacks Kollege hat neben der Buchprüfung seine eigenen Pläne. Gleichzeitig entwickelt sich das nordkoreanische Raketenprogramm schneller als gedacht.
- Das Reich der Macht (Januar 2022), engl. Originaltitel Power and Empire (2017) von Marc Cameron[51]
- Im Visier des Feindes (April 2022), engl. Originaltitel Line of Sight  (2018) von Mike Maden[52]
- Tödliche Allianz (Dezember 2022), engl. Originaltitel Oath of Office (2018) von Marc Cameron[53]
Im Internet tauchen mehrere Deepfake-Videos auf, die Präsident Ryan belasten und von einer Senatorin aufgebauscht werden. Im Iran wird eine Protestbewegung, die Verbindungen zum GRU zu unterhalten scheint, vom iranischen Regime gnadenlos verfolgt, was die einheimische Freundin eines SWR-Agenten das Leben kostet und seines gefährdet. Gleichzeitig flieht ein kamerunischer General auf das Gelände der US-Botschaft in Yaoundé, und in Andalusien werden nacheinander zwei Waffenhändler, die Geschäfte mit Russen machen wollen, unter den Augen der CAMPUS-Agenten ermordet.
- Feindkontakt (erscheint November 2023), engl. Originaltitel Enemy Contact (2019) von Mike Maden[54]

### Campus-Serie
Die Serie spielt direkt im Jack-Ryan-Universum, die Hauptfigur ist aber Dominic Caruso, Neffe des Präsidenten Jack Ryan.
- Support and Defend (2014; Deutscher Titel Der Campus, Erscheinungstermin 26. Oktober 2015) von Mark Greaney[55]
Dominic Caruso, Agent des CAMPUS, fahndet nach undichten Stellen im Geheimdienst. Der Whistleblower Ross hat eine Festplatte weitergegeben, die Sprengstoff nicht nur für die Geheimdienste, sondern auch für die gesamte westliche Welt enthält, kommt sie in die Hände der falschen Leute.

### Tom Clancy’s Op-Center
Tom Clancy’s Op-Center ist eine von Tom Clancy und Steve Pieczenik erdachte Buchserie. Die Bücher wurden allerdings von dem Autor Jeff Rovin geschrieben. Laut dem herausgebenden Heyne-Verlag sind keine weiteren Übersetzungen in Planung. Zur Buchserie erschien 1995 auch ein TV-Film mit dem Titel Countdown des Schreckens (Originaltitel OP-Center).
- 1995: Op-Center
engl. Originaltitel Op-Center
- 1996: Spiegelbild
engl. Originaltitel: Mirror Image
- 1996: Chaostage
engl. Originaltitel: Games of State
- 1997: Sprengsatz
engl. Originaltitel: Acts of War
- 1998: Machtspiele
engl. Originaltitel: Balance of Power
- 1999: Ausnahmezustand
engl. Originaltitel: State of Siege
- 2000: Feindbilder
engl. Originaltitel: Divide and Conquer
- 2001: Jagdfieber
engl. Originaltitel Line of Control
- 2002: Sturmangriff
engl. Originaltitel: Mission of Honor
- 2003: Feuersturm
engl. Originaltitel: Sea of Fire
- 2004: Call to Treason
(noch nicht in Deutschland erschienen)
- 2005: War of Eagles
(noch nicht in Deutschland erschienen)

### Tom Clancy’s Power Plays
Tom Clancy’s Power Plays ist eine von Jerome Preisler nach Ideen von Tom Clancy und Martin Greenberg geschriebene Buchserie.
- 1997: Politika
englischer Titel identisch; ebenfalls als Computerspiel erschienen
- 1998: Tigerjagd
engl. Originaltitel: ruthless.com; ebenfalls als Computerspiel erschienen
- 1999: Nachtwache
engl. Originaltitel: Shadow Watch; ebenfalls als Computerspiel erschienen
- 2000: Planspiele
engl. Originaltitel: Bio-Strike
- 2001: Kalter Krieg
engl. Originaltitel: Cold War
- 2002: Auf Messers Schneide
engl. Originaltitel: Cutting Edge
- 2003: Zero Hour
(noch nicht in Deutschland erschienen)
- 2004: Wild Card
(noch nicht in Deutschland erschienen)

### Tom Clancy’s Net Force
Tom Clancy’s Net Force ist eine Buchserie, die von Tom Clancy und Steve Pieczenik erdacht wurde. Geschrieben werden die Bücher von Steve Perry und seit 2003 in Zusammenarbeit mit Larry Segriff. Zur Buchserie erschien 1999 auch ein TV-Film mit dem Titel NetForce.
Diese Liste ordnet die Romane nach inhaltlicher Chronologie, welche nicht der deutschen Veröffentlichungschronologie entspricht.
- 1999: Net Force 1: Intermafia
engl. Originaltitel: Net Force (1998)
- 2000: Net Force 3*: Ehrenkodex
engl. Originaltitel: Hidden Agendas (1999)
- 2002: Net Force 4: Nachtjagd
engl. Originaltitel: Night Moves (1999)
- 2003: Net Force 5: Tödliche Attacke
engl. Originaltitel: Breaking Point (2000)
- 2004: Net Force: Zeitbombe
engl. Originaltitel: Point of Impact (2001)
- 2007: Net Force: Cybernation
engl. Originaltitel: Cybernation (2001)
- 2009: Net Force: Masterplan
engl. Originaltitel: State of War (2003)
- 2007: Net Force: Machtwechsel
engl. Originaltitel: Changing of the Guard (2003)
- 2007: Net Force: Attentat
engl. Originaltitel: Springboard (2005)
- 2009: Net Force: Die Attacke
engl. Originaltitel: The Archimedes Effect (2006)

* Der logische Nachfolger von Net Force 1, Net Force 2, ist Teil der Reihe Special Net Force und deshalb nicht in dieser Liste aufgeführt.

### Tom Clancy’s Special Net Force
Tom Clancy’s Special Net Force ist eine Jugendbuchreihe von Tom Clancy und Steve Pieczenik. Die Reihe wird in den englischsprachigen Ländern als Tom Clancy’s Net Force Explorers vermarktet.
- 1999: Special Net Force 1: Todesspiel
engl. Originaltitel: Net Force Explorers 2: The Deadliest Game
- 1999: Special Net Force 2: Vandalen
engl. Originaltitel: Net Force Explorers 1: Virtual Vandals
- 1999: Special Net Force 3: Jungfernflug
engl. Originaltitel: Net Force Explorers 3: One Is the Loneliest Number
- 1999: Net Force 2: Fluchtpunkt
engl. Originaltitel: Net Force Explorers 4: The Ultimate Escape
- Special Net Force: Wettkampf
  - 1999: Wettkampf aus dem Buch Special Net Force: Wettkampf
engl. Originaltitel: Net Force Explorers 5: The Great Race
  - 1999: Endspiel aus dem Buch Special Net Force: Wettkampf
engl. Originaltitel: Net Force Explorers 6: End Game
  - 1999: Cyberspion aus dem Buch Special Net Force: Wettkampf
engl. Originaltitel: Net Force Explorers 7: Cyberspy
- Special Net Force: Ehrensache
(drei Romane in einem Band)
  - 2000: Ehrensache
engl. Originaltitel: Net Force Explorers 8: Shadow of Honor
  - 2000: Schwarze Schatten
engl. Originaltitel: Net Force Explorers 9: Private Lives
  - 2000: Geiselnahme
engl. Originaltitel: Net Force Explorers 10: Safe House
- Special Net Force: Schattenwelt
(drei Romane in einem Band)
  - 2000: Monsterjagd
engl. Originaltitel: Net Force Explorers 11: Gameprey
  - 2000: Doppelidentität
engl. Originaltitel: Net Force Explorers 12: Duel Identity
  - 2000: Schattenwelt
engl. Originaltitel: Net Force Explorers 13: Deathworld
- Special Net Force: Fluchtwege
(drei Romane in einem Band)
  - 2001: Freier Fall
engl. Originaltitel: Net Force Explorers 14: High Wire
  - 2001: Spurlos
engl. Originaltitel: Net Force Explorers 15: Cold Case
  - 2001: Fluchtweg
engl. Originaltitel: Net Force Explorers 16: Runaways
- Special Net Force: Das Ziel
(zwei Romane in einem Band)
  - Todesduell
engl. Originaltitel Net Force Explorers 17: Cloak and Dagger
  - Geheimnisverrat
engl. Originaltitel Net Force Explorers 18: Death Match

### Tom Clancy’s Splinter Cell
Es sind bisher sieben Bücher zu Splinter Cell erschienen. Die Bücher wurden von verschiedenen Autoren unter dem Pseudonym David Michaels geschrieben. Der neueste Teil erschien geschrieben von Peter Telep.
- 2005: Tom Clancy’s Splinter Cell: Babylon Phoenix
- 2006: Tom Clancy’s Splinter Cell: Operation Barracuda
- 2006: Tom Clancy’s Splinter Cell: Schachmatt
- 2009: Tom Clancy’s Splinter Cell: Fallout
- 2010: Tom Clancy’s Splinter Cell: Conviction
- 2010: Tom Clancy’s Splinter Cell: Endphase
- 2013: Tom Clancy’s Splinter Cell: Blacklist Aftermath (noch nicht auf Deutsch erschienen)

### Weitere Buchreihen
Neben Splinter Cell erschienen auch Bücher zu Ghost Recon, EndWar und H.A.W.X, die jeweils unter dem Pseudonym David Michaels oder später offiziell von Peter Telep geschrieben worden sind.

## Videospiele unter Tom Clancys Namen

Logo der Marke Tom Clancys

### Tom Clancy’s Ghost Recon
- 2001: Tom Clancy’s Ghost Recon, Ubisoft
- 2004: Tom Clancy’s Ghost Recon Jungle Storm, Ubisoft
- 2005: Tom Clancy’s Ghost Recon 2, Ubisoft
- 2006: Tom Clancy’s Ghost Recon: Advanced Warfighter, Ubisoft
- 2007: Tom Clancy’s Ghost Recon: Advanced Warfighter 2, Ubisoft
- 2011: Tom Clancy’s Ghost Recon: Shadow Wars, Ubisoft
- 2012: Tom Clancy’s Ghost Recon: Future Soldier, Ubisoft
- 2012: Tom Clancy’s Ghost Recon Phantoms, Ubisoft
- 2017: Tom Clancy’s Ghost Recon Wildlands, Ubisoft
- 2019: Tom Clancy’s Ghost Recon Breakpoint, Ubisoft

### Tom Clancy’s Rainbow Six
- 1998: Tom Clancy’s Rainbow Six, Red Storm Entertainment
- 1999: Rainbow Six: Rogue Spear, Red Storm Entertainment
- 2003: Rainbow Six 3: Raven Shield, Ubisoft
- 2006: Rainbow Six: Lockdown, Ubisoft
- 2006: Rainbow Six: Vegas, Ubisoft
- 2008: Rainbow Six: Vegas 2, Ubisoft
- 2015: Rainbow Six: Siege, Ubisoft
- 2022: Tom Clancy’s Rainbow Six Extraction, Ubisoft

### Tom Clancy’s Splinter Cell
- 2002: Tom Clancy’s Splinter Cell, Ubisoft
- 2004: Tom Clancy’s Splinter Cell: Pandora Tomorrow, Ubisoft
- 2005: Tom Clancy’s Splinter Cell: Chaos Theory, Ubisoft
- 2006: Tom Clancy’s Splinter Cell: Double Agent, Ubisoft
- 2006: Tom Clancy’s Splinter Cell: Essentials, Ubisoft
- 2010: Tom Clancy’s Splinter Cell: Conviction, Ubisoft
- 2011: Tom Clancy’s Splinter Cell: 3D, Ubisoft
- 2013: Tom Clancy’s Splinter Cell: Blacklist, Ubisoft

### Weitere Spiele
- 1987: The Hunt for Red October, Argus Press (basierend auf dem gleichnamigen Buch)
- 1988: Red Storm Rising, Microprose
- 1990: The Hunt for Red October, Grandslam Entertainments (basierend auf dem gleichnamigen Film)
- 1990: The Cardinal of the Kremlin, IntraCorp. Inc.
- 1996: Tom Clancy’s SSN, Virgin Interactive/Jowood
- 1997: Tom Clancy’s Politika, Red Storm Entertainment
- 1998: Tom Clancy’s Ruthless.com, Global Software Publishing
- 2000: Shadow Watch, Global Software Publishing
- 2002: Der Anschlag, Ubisoft (basierend auf dem gleichnamigen Film Der Anschlag)
- 2008: Tom Clancy’s EndWar, Ubisoft
- 2009: Tom Clancy’s H.A.W.X, Ubisoft
- 2010: Tom Clancy’s H.A.W.X 2, Ubisoft
- 2016: Tom Clancy’s The Division, Ubisoft
- 2019: Tom Clancy’s The Division 2, Ubisoft
- 2021: Tom Clancy’s XDefiant, Ubisoft